# Le Conte du marin

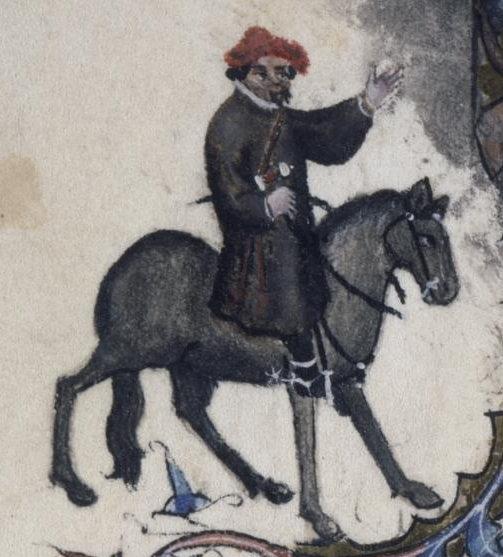
Enluminure du Marin dans le manuscrit Ellesmere.

Le Conte du Marin (The Shipmannes Tale en moyen anglais) est l'un des Contes de Canterbury de Geoffrey Chaucer. Il se situe au début du Fragment VII (B2), avant le Conte de la prieure. Le placement du fragment est incertain, et il est difficile de dire quel conte celui du Marin était censé suivre. La plupart des éditions modernes le placent après le Conte du vendeur d'indulgences.

## Résumé
L'histoire est celle d'un riche marchand de Saint-Denis, de son épouse, férue de mondanités, et d'un de leurs amis, le moine Jean, qui s'invite fréquemment chez eux. Un jour, la femme avoue à Jean qu'elle a besoin de cent francs pour régler une dette, mais qu'elle ne peut les demander à son mari, trop avare. Elle les demande donc au moine et promet non seulement de le rembourser, mais aussi de coucher avec lui. Le moine accepte de lui prêter cet argent : à son insu, il va emprunter ces cent francs à son mari pour les lui remettre.
Le moine obtient ce qu'il voulait. Lorsque le mari vient lui demander de rembourser sa dette, il lui explique qu'il l'a déjà fait auprès de sa femme, puis s'éclipse. En rentrant chez lui, le marchand interroge sa femme. Celle-ci prétend que Jean lui a remis l'argent par amitié et en paiement de ses nombreux séjours chez eux, et avoue que les cent francs sont dépensés. Elle promet à son mari qu'elle le remboursera au lit, et celui-ci lui pardonne.

## Sources et rédaction
Les principales sources de Chaucer pour le Conte du Marin semblent avoir été les deux premières histoires du huitième jour du Décaméron de Boccace, ainsi que peut-être la trente-deuxième des Novelle de Giovanni Sercambi.
Plusieurs pronoms à la première personne apparaissent au début du conte, lorsque le narrateur décrit le mariage du point de vue des femmes. Il est donc vraisemblable que Chaucer l'ait d'abord attribué à la Bourgeoise de Bath, avant de se raviser et de le donner au Marin, un choix ad hoc que rien ne semble réellement justifier.

## Analyse
Comme les autres fabliaux présents dans les Contes de Canterbury, le Conte du Marin ne s'embarrasse pas de digressions ou de considérations morales. Il est cependant beaucoup plus compact que les contes du Meunier ou du Régisseur, avec des personnages tout juste ébauchés et, pour deux d'entre eux, sans même de nom. Le thème majeur, l'argent, permet à Chaucer de se livrer à de nombreux jeux sur la langue, en décrivant les relations sexuelles avec le vocabulaire de la finance : on ne trouve pas ici la même vulgarité que chez le Meunier ou chez le Régisseur. La manipulation du langage est l'une des caractéristiques principales de ce conte.